# Cylindropuntieae
Die Cylindropuntieae sind eine Tribus in der Unterfamilie Opuntioideae aus der Familie der Kakteengewächse.

## Beschreibung
Die Arten der Tribus Cylindropuntieae wachsen strauchig oder bilden Polster. Die zylindrischen Triebe sind stark gegliedert und verzweigen überwiegend an ihrer Spitze. Gelegentlich bilden sie Pflanzen mit einem deutlichen Stamm und quirligen Seitenzweigen. Die darauf befindlichen Laubblätter sind bei den Arten Pereskiopsis und Quiabentia sukkulent und ausdauernd, während bei den restlichen Arten nur kurzlebige Blattrudimente ausgebildet werden. Die Dornen können eine papierartige Scheide haben oder nicht.

## Systematik und Verbreitung
Die Tribus Cylindropuntieae ist von Nordamerika bis in den Nordosten Südamerikas verbreitet. Sie wurde 1999 von Alexander Borissovitch Doweld aufgestellt.
Zur Tribus gehören die folgenden Gattungen:
- Cylindropuntia (Engelm.) F.M.Knuth
- Grusonia F. Rchb. ex Britton & Rose
- Pereskiopsis Britton & Rose
- Quiabentia Britton & Rose

## Nachweise

## Weiterführende Literatur
- Rolando T. Bárcenas: A molecular phylogenetic approach to the systematics of Cylindropuntieae (Opuntioideae, Cactaceae). In: Cladistics. Band 32, Nr. 4, 2016, S. 351–359 (doi:10.1111/cla.12135).